# Dragon: The Bruce Lee Story
Dragon: The Bruce Lee Story (рус. Дракон: История Брюса Ли) — видеоигра в жанре файтинг, разработанная Virgin Interactive и выпущенная на нескольких платформах компанией Acclaim Entertainment. Игра основана на фильме «Дракон: История жизни Брюса Ли», который, в свою очередь, является полувымышленным отражением жизни Брюса Ли.

## Игровой процесс
Игрок управляет Брюсом Ли и должен, среди прочиx противников Ли, победить моряка (на дискотеке в Гонконге), повара из китайского ресторана в Сан-Франциско и мастера боевых искусств, который бросает ему вызов. В этих битвах делается отсылка к основным боевым сценам из фильма. Однако в игру не включена ценная сюжетная информация из фильма, а также большая часть романтических отношений между Брюсом Ли и его будущей женой.
Игроки могут использовать набор ударов, чтобы победить противника. Успешное проведение удара позволяет набрать достаточное количество энергии ци, что даёт возможность использовать специальные приёмы. Игра известна своей сложностью: попасть на последние уровни и пройти игру могут только опытные игроки. У игрока имеется три возможности продолжить игру в случае поражения, и если они будут израсходованы, происходит бой с практически неуязвимым Призраком (персонификация страха Брюса, которая принимает форму закованного в броню японского самурая). Если он выиграет, игрок может продолжить игру. Призрак также является последним «боссом» в игре.
В игре могут одновременно участвовать до 3 игроков, которые могут совместно проходить игру или сражаться друг с другом в режиме битвы. Дополнительные игроки также управляют «клонами» Брюса Ли, отличающимися цветом штанов.

## Различия между версиями

### Jaguar
Версия для Atari Jaguar содержит намного более детальные анимации, чем версии для Super Nintendo и Genesis, хотя скорость игры остаётся той же самой. В результате, игровой процесс является более плавным, а графика производит более сильное впечатление. Однако версия для Jaguar была выпущена до появления Jaguar Teamtap и не поддерживает многопользовательский режим.

### Версии для Master System и Game Gear
Эти версии, в отличие от версий для SNES, Genesis и Jaguar, выполнены в жанре платформера или Beat 'em up, а не файтинга один-на-один.